# ГЕС Bǎilóngtān
ГЕС Bǎilóngtān (百龙滩水电站) — гідроелектростанція на півдні Китаю у провінції Гуансі. Знаходячись між ГЕС Dàhuà (вище по течії) та ГЕС Летан, входить до складу каскаду на річці Hongshui, яка разом із Qian, Xun та Сі входить до основної течії річкової системи Сіцзян (завершується в затоці Південно-Китайського моря між Гуанчжоу та Гонконгом).
В межах проекту ліву протоку річки перекрили греблею із ущільненого котком бетону висотою 28 метрів та довжиною 274 метра. У правій протоці розмістилась секція із машинним заом, крім того, існує бічна земляна ділянка довжиною 116 метрів. Загальна довжина лінії греблі становить 664 метра. Зазначені споруди утримують водосховище з об'ємом 69,5 млн м3 (корисний об'єм 4,7 млн м3) та припустимим коливанням рівня поверхні у операційному режимі між позначками 125 та 126 метрів НРМ (під час повені рівень може зростати до 159,3 метра НРМ, а об'єм — до 340 млн м3). Біля правого берегу облаштований судноплавний шлюз із розмірами камери 120х12 метрів.
Машинний зал обладнали шістьома бульбовими турбінами потужністю по 32 МВт, які використовують напір до 18 метрів (номінальний напір 9,7 метрів) та забезпечують виробництво 1335 млн кВт-год електроенергії на рік.